# Why Does My Heart Feel So Bad?
„Why Does My Heart Feel So Bad?“ je píseň amerického hudebníka Mobyho. Vyšla v květnu roku 1999 na jeho albu Play. Dne 17. listopadu 1999 vyšla také jako v pořadí čtvrtý singl z této desky. Původní singl se umístil na šestnácté příčce hitparády UK Singles Chart. Moby píseň složil v roce 1992. V písni je použit sampl nahrávky „He'll Roll Your Burdens Away“ od skupiny The Banks Brothers z roku 1963. Z textu písně pochází právě i název „Why Does My Heart Feel So Bad?“. Rovněž existuje verze písně, v níž Mobyho coby zpěvák doprovází Elton John.